# Glucosidase

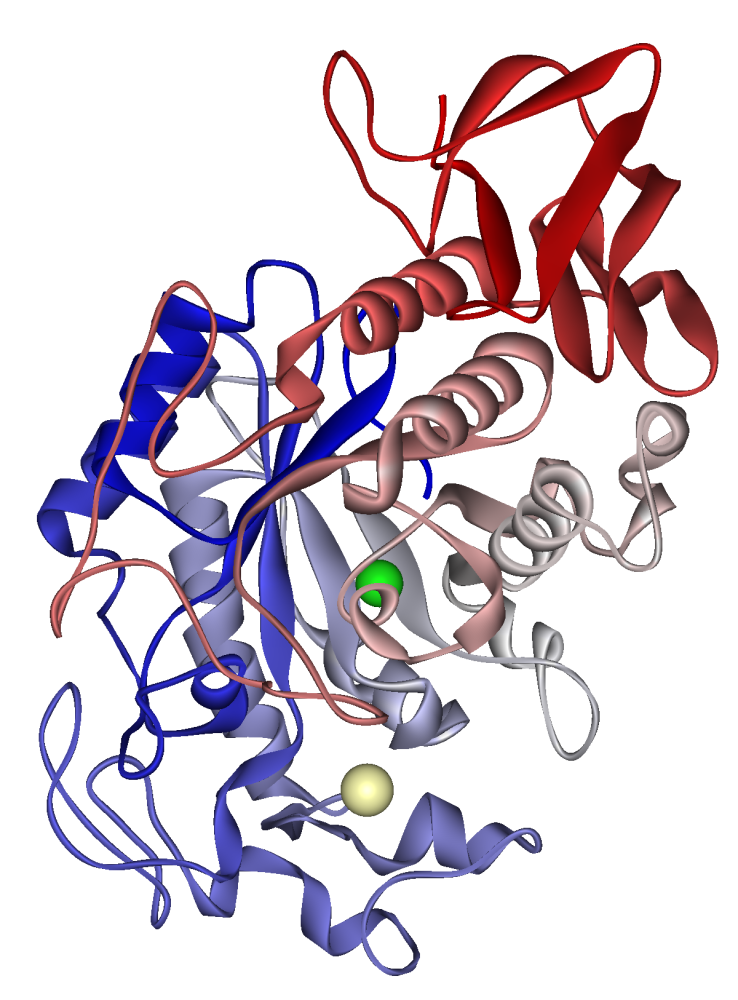
alfa-amylase in speeksel breekt zetmeel af

Glucosidasen zijn enzymen, meer bepaald glycoside hydrolasen met EC-nummer 3.2.1. die als katalysator tussenkomen in de hydrolyse afbraak van koolhydraten zoals zetmeel en glycogeen.
Glucosidase bevordert de afbraak van glycosyl dat voortkomt van glycoconjugaten met inbegrip van alfa- or bèta verbonden ketens van glucose.
Voorbeelden van glucosidasen zijn
- α-Amylase EC-nummer 3.2.1.1 komt tussen in de spijsvertering van zoogdieren
- β-Amylase EC-nummer 3.2.1.2 komt voor in planten om zetmeel af te breken
- γ-Amylase EC-nummer 3.2.1.3 is een enzym spijsvertering
- Cellulase EC-nummer 3.2.1.4 breekt cellulose van planten af
- Sucrase - isomaltase EC-nummer 3.2.1.10
- Zuur α-glucosidase EC-nummer 3.2.1.20 houdt verband met de aandoening Glycogeen stapelingsziekte type II
- Beta-glucosidase EC-nummer 3.2.1.21 houdt verband met de ziekte van Gaucher
- Lactase EC-nummer 3.2.1.23 behoort tot de familie Bèta-galactosidase breekt lactose de suiker in melk af, de afwezigheid eraan bij volwassenen veroorzaakt lactose-intolerantie
- glycogeen debranching enzym EC-nummer 3.2.1.33
- Pullulanase EC-nummer 3.2.1.41 wordt gebruikt als detergent
- Glucaan 1,3-alfa-glucosidase EC-nummer 3.2.1.84

In de behandeling van diabetes mellitus type 2 wordt een inhibitor voor alfa-glucosidase zoals acarbose of miglitol toegediend om de werking van glucosidase te remmen.